# جمعية كشافة ليسوتو
جمعية كشافة ليسوتو هي الجمعية الوطنية الكشفية في ليسوتو تأسست في عام 1936، أصبح عضوا في المنظمة العالمية للحركة الكشفية عام 1971 ويبلغ عدد أفراد الجمعية 371 فرد من الكشافة يخدم فيها.
ليسوتو هي بلد جبلي صغير ووسائل التواصل فيها صعبة والنمو الكشفي غالبا ما يكون صعبا. على الرغم من أن الجمعية صغيرة، فقد حضرت العديد من المهرجانات العالمية. شاركت الجمعية في المخيم العالمي التاسع عشر في شيلي في عام 1998.
في يناير كانون الثاني عام 2016، وقعت جمعية كشافة ليسوتو مذكرة تفاهم مع كشافة أيرلندا. والدول المشاركة في شراكة دعت فيها أن تقوم على أساس تقاسم الثقافات. وكانت الشراكة في طور الدراسة منذ عام 2010، مع كشافة ايرلندا وتم دعم اثنين من جوالة ليسوتو لحضور المخيم الكشفي العالمي لعام 2015 في اليابان.

## روابط خارجية
- جمعية كشافة ليسوتو